# Companhia Ferro-Carril de São Cristóvão
| Ein Bogen der elektrifizierten Strecke, 1904                              |                      |                                   |                                   |
| Spurweite:                                                                | 1435 mm (Normalspur) |                                   |                                   |
|                                                                           |                      |                                   |                                   |
| \| \| \| Largo de São Francisco de Paula ⊙ \| \| \| \| São Cristóvão ⊙ \| |                      |                                   |                                   |
| Kopfbahnhof Streckenanfang (Strecke außer Betrieb)                        |                      | Largo de São Francisco de Paula ⊙ | Largo de São Francisco de Paula ⊙ |
| Kopfbahnhof Streckenende (Strecke außer Betrieb)                          |                      | São Cristóvão ⊙                   | São Cristóvão ⊙                   |

Die Companhia Ferro-Carril de São Cristóvão betrieb Güter- und öffentlichen Personennahverkehr in Rio de Janeiro, Brasilien.

## Geschichte
Das Unternehmen trat die Nachfolge der Rio de Janeiro Street Railway Company an, einer großen amerikanischen Kapitalgesellschaft, die 1869 für den öffentlichen Nahverkehr mit aus England importierten und von Eseln oder Maultieren gezogenen Schienenfahrzeugen gegründet worden war. Diese wurde 1873 von brasilianischen Investoren erworben, in Companhia Ferro-Carril de São Cristóvão umbenannt, und die Hauptgeschäftsstelle wurde von New York nach Rio de Janeiro verlegt.
Die Strecke, die 1873 eingeweiht wurde, begann am Largo de São Francisco de Paula⊙ im historischen Zentrum von Rio de Janeiro und führte zum Stadtteil São Cristóvão ⊙. In den darauffolgenden Jahren wurden Zweigstrecken nach Santo Cristo, Catumbi und Gamboa am Stadtrand von São Cristóvão sowie weitere Strecken von der Estação Central do Brasil (Corte) nach Caju, Rio Comprido und Tijuca errichtet.
Anfangs diente sie dem Transport der wohlhabenden Einwohner von São Cristóvão und Ausflüglern in die 400 m ü. M., aber nach der Proklamation der Republik Brasilien ging das Prestige für die neuen Immobilienentwicklungen in der Südzone verloren, so dass sie vor allem Arbeiter transportierte, nachdem sich das Viertel in ein Industriegebiet gewandelt hatte.
Zu Spitzenzeiten verfügte das Unternehmen über 150 Fahrzeuge, 2000 Tiere und 600 Mitarbeiter. Die Fahrt auf der ab 1898  elektrifizierten Strecke dauerte bis Tijuca 1½ Stunden bergauf und etwas mehr als 1 Stunde bergab.